# 成海舞
成海 舞（なるみ まい、1983年9月13日 - ）は、日本の元モデル、元タレント。東京都出身。

## 略歴・人物
- 2007年、日中韓三カ国“友好大使”杯国際スーパーモデルコンテストで友好大使賞を受賞。
- 2009年11月、井上舞妃子から成海舞に改名。
- 2011年12月、芸能界を引退。
- 趣味はロードバイク、料理。特技はバレーボール、ダンス。

## 出演

### テレビ番組
- プリティガレッジ（2005年、日本テレビ） - レギュラー

### その他
- Webマガジン『月刊チャージャー』（Yahoo! JAPAN）

## 作品

### イメージDVD
- ザ・スイムスーツ08（2008年6月27日、ポニーキャニオン）
- まいちん（2008年9月26日、竹書房）
- Carnival（2009年2月20日、イーネット・フロンティア）
- プライバシー（2010年4月20日、ラインコミュニケーションズ）
- 秘めごと（2010年8月27日、リバプール）
- 願望図鑑（2011年2月25日、イーネット・フロンティア）
- 僕の妄想（2011年11月22日、トリコ）